# 大久保樹
大久保 樹（おおくぼ たつき、1998年4月24日 - ）は、日本の俳優。茨城県出身。芸能事務所エーライツ所属。2021年2月まではレイ・グローエンタテインメントに所属していた。身長173 cm。

## 人物
- 趣味は歌、アニメ、漫画、格闘技、読書、映画鑑賞。
- 特技はサッカー、バレーボール、空手、バドミントン、陸上。
- 注目されたいという思いから芸能界へ入る。
- 「うるさいぐらい元気」と友人に称されるほど明るい性格の持ち主。
- 学生時代には生徒会長を務めるなど根の真面目さが窺える。
- 大変天然である。
  - 「マチソワ」のことを「ソラマチ」と発言する
  - 「ソアリン」のことを「フワリン」と覚える
  - 丼ものであればすべてカツ丼だと認識しておりカツ丼を注文すると言いながら牛丼を注文した
  - 初稽古にそそのかされスーツで現れる

## 出演

### 舞台
- ミュージカル『テニスの王子様』3rdシーズン - 桃城武 役
  - 全国大会 青学vs氷帝（2018年7月12日 - 9月24日、TOKYO DOME CITY HALL 他）
  - TEAM Party SEIGAKU・HIGA（2018年10月17日 - 28日、AiiA 2.5 Theater Tokyo 他）
  - テニミュ文化祭（2018年11月23日・24日、池袋・サンシャインシティ ワールドインポートマートビル4階 展示ホールA）
  - 青学vs四天宝寺（2018年12月20日 - 2019年2月17日、日本青年館ホール 他）
  - 全国大会 青学vs立海 前篇（2019年7月11日 - 9月29日、TOKYO DOME CITY HALL 他）
  - 秋の大運動会 2019（2019年10月8日・9日、横浜アリーナ）
  - 全国大会 青学vs立海 後篇（2019年12月19日 - 2020年2月16日、TOKYO DOME CITY HALL 他）
  - Thank-you Festival 2020（2020年2月26日 - 3月1日、カルッツかわさき ホール）
  - Dream Live 2020（2020年5月22日 - 24日、大阪城ホール / 5月29日 - 31日、ぴあアリーナMM）→新型コロナウイルス感染拡大防止の為、中止
- 舞台「パタリロ！」〜霧のロンドンエアポート～（2021年1月21日 - 31日、天王洲 銀河劇場） - タマネギ部隊 役
- 晩餐ヒロックス「シェイクスピア様ご乱心」（2021年12月15日 - 26日、ザ・ポケット） - タカユキ 役[3][4]
- スマホ連動“ヒロイン体験朗読劇”「恋人は公安刑事」from 100シーンの恋＋（2022年1月14日、赤坂RED/THEATER） - 後藤誠二 役[5]
- ジュエルステージ『オンエア！』 - 天神陽人 役[6][7]
  - ジュエルステージ『オンエア！』（2022年6月3日 - 12日、東京ドームシティ シアターGロッソ）
  - ジュエルステージ『オンエア！』 ～Unit Story MAISY～ (2023年7月15日 - 8月5日、品川プリンスホテル クラブeX)
  - ジュエルステージ 『オンエア！』～Unit Story side エメ☆カレ～ (2023年7月16日 - 8月6日、品川プリンスホテル クラブeX)
  - ジュエルステージ『オンエア！』～Unit Story side drop～ (2023年10月5日 - 29日、Mixalive TOKYO 6F Theater Mixa)
- DARKNESS HEELS～THE LIVE～2022（2022年9月15日 - 20日、シアター1010） - ルーク・バセン 役[8]
- 歌劇『桜蘭高校ホスト部』ƒ（2022年12月2日 - 11日、天王洲 銀河劇場 / 12月17日・18日、サンケイホールブリーゼ） - 銛之塚悟 役[9][10]
- 舞台「OOOOPEN!!!」(2024年10月16日 - 20日、ザ・ポケット)　 - ショウ 役
- ハリー・ポッターと呪いの子（2025年7月8日 - 2026年1月31日〈予定〉、TBS赤坂ACTシアター） - スコーピウス・マルフォイ 役[11][12]

### テレビ
- 鳳神ヤツルギシリーズ（千葉テレビ） - 久遠ケンジ / ブラックガイオン（声） 役
  - 鳳神ヤツルギ6（2016年）
  - 鳳神ヤツルギ7（2017年）
- 弱虫ペダルseason2 第3・11話（2017年、BSスカパー!）
- 先に生まれただけの僕（2017年、日本テレビ） - 吉田啓介 役
- ヘッドハンター 第1・4話（2018年、テレビ東京） - 黒沢和樹（青年時代） 役
- 人生が変わる1分間の深イイ話（2019年11月11日、日本テレビ）

### 映画
- 帝一の國（2017年4月29日） - レギュラー生徒 役

### CM
- 味の素「味の素」（2015年）
- 大塚製薬「ポカリスエット」（2016年）
- 三菱電機「風神」（2017年）

### イベント
2018年
- ミュージカル『テニスの王子様』3rdシーズン Dream Live 2018 （2018年5月20日、横浜アリーナ）- 10代目 桃城武 役
- 『許斐剛☆パーフェクトLIVE～一人オールテニプリフェスタ2018～』（2018年6月10日、パシフィコ横浜 国立大ホール）- 10代目 桃城武 役
- ジャンプフェスタ 2019（2018年12月22日、幕張メッセ 国際展示場）

2019年
- TATSUKI OKUBO 21st BIRTHDAY EVENT（2019年4月27日）
- ミュージカル『テニスの王子様』3rdシーズン 青学vs氷帝 Blu-ray&DVD 発売記念イベント（2019年5月16日、東京近郊）
- ミュージカル『テニスの王子様』3rdシーズン 青学vs四天宝寺 Blu-ray&DVD 発売記念イベント（2019年8月25日、東京近郊）

2020年
- ミュージカル『テニスの王子様』3rdシーズン 全国大会 青学vs立海-前編- Blu-ray&DVD 発売記念イベント（2020年4月24日、大阪近郊）→コロナウイルス感染予防の為、中止
- 「大久保樹 SUMMER EVENT」～4か月遅れでごめんなさい！バースデーイベント～（2020年8月29日）

### 雑誌
- Prince of STAGE（2018年8月18日発売）